# Південь штату Рорайма (мезорегіон)

Південь штату Рорайма на карті штату

Південь штату Рорайма (порт. Mesorregião do Sul de Roraima) — адміністративно-статистичний мезорегіон в Бразилії, входить в штат Рорайма. Населення становить 87 798 чоловік на 2010 рік. Займає площу 125 752,007 км². Густота населення — 0,7 чол./км².

## Населення
Згідно з даними, зібраними під час перепису 2010 р. Національним інститутом географії і статистики (IBGE), населення мезорегіону становить:
| Повне населення                              | Повне населення                              | Повне населення                              | Повне населення                              | 87 798 |
| -------------------------------------------- | -------------------------------------------- | -------------------------------------------- | -------------------------------------------- | ------ |
| в тому числі:                                | Міське населення                             | 47 130                                       | Відсоток міського населення, %               | 53,68  |
|                                              | Сільське населення                           | 40 668                                       | Відсоток сільського населення, %             | 46,32  |
|                                              | Чоловіче населення                           | 46 548                                       | Відсоток чоловічого населення, %             | 53,02  |
|                                              | Жіноче населення                             | 41 250                                       | Відсоток жіночого населення, %               | 46,98  |
| Густота населення, чол/км²                   | Густота населення, чол/км²                   | Густота населення, чол/км²                   | Густота населення, чол/км²                   | 0,70   |
| Населення мезорегіону в % до населення штату | Населення мезорегіону в % до населення штату | Населення мезорегіону в % до населення штату | Населення мезорегіону в % до населення штату | 19,49  |

## Склад мезорегіону
В мезорегіон входять наступні мікрорегіони:
1. Каракараї
2. Судесті-ді-Рорайма

| Бразилія | Це незавершена стаття з географії Бразилії. Ви можете допомогти проєкту, виправивши або дописавши її. |